# 金锣港农场
金锣港农场，是中华人民共和国湖北省黄冈市团风县下辖的一个类似乡级单位。

## 行政区划
下辖以下地区：
金锣港虚拟生活区。